# 圣米歇尔德蒙茹瓦
圣米歇尔德蒙茹瓦（法語：Saint-Michel-de-Montjoie，法語發音：[sɛ̃ miʃɛl də mɔ̃ʒwa]）是法国芒什省的一个市镇，属于阿夫朗什区。

## 地理
圣米歇尔德蒙茹瓦（48°45'48"N, 1°1'39"W）面积14.46 平方千米，位于法国诺曼底大区芒什省，该省份为法国西北部沿海省份，西、北、东北三面环大西洋，东起顺时针与卡爾瓦多斯省、奧恩省、马耶讷省和伊勒-维莱讷省接壤。
与圣米歇尔德蒙茹瓦接壤的市镇（或旧市镇、城区）包括：库卢夫赖-布瓦伯纳特尔、加特莫、兰雅尔、佩里耶昂博菲塞勒、圣普瓦、努德谢讷。

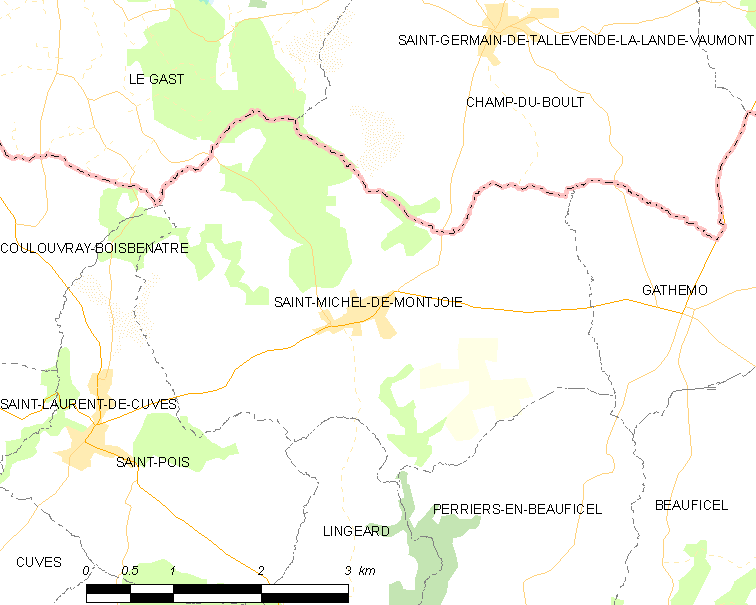
圣米歇尔德蒙茹瓦的OSM定位图

圣米歇尔德蒙茹瓦的时区为UTC+01:00、UTC+02:00（夏令时）。

## 行政
圣米歇尔德蒙茹瓦的邮政编码为50670，INSEE市镇编码为50525。

## 政治
圣米歇尔德蒙茹瓦所属的省级选区为伊西尼-勒比阿县。

## 人口

1962-2008年间圣米歇尔德蒙茹瓦人口变化图示

圣米歇尔德蒙茹瓦于2022年1月1日时的人口数量为344人。